# Mourousis

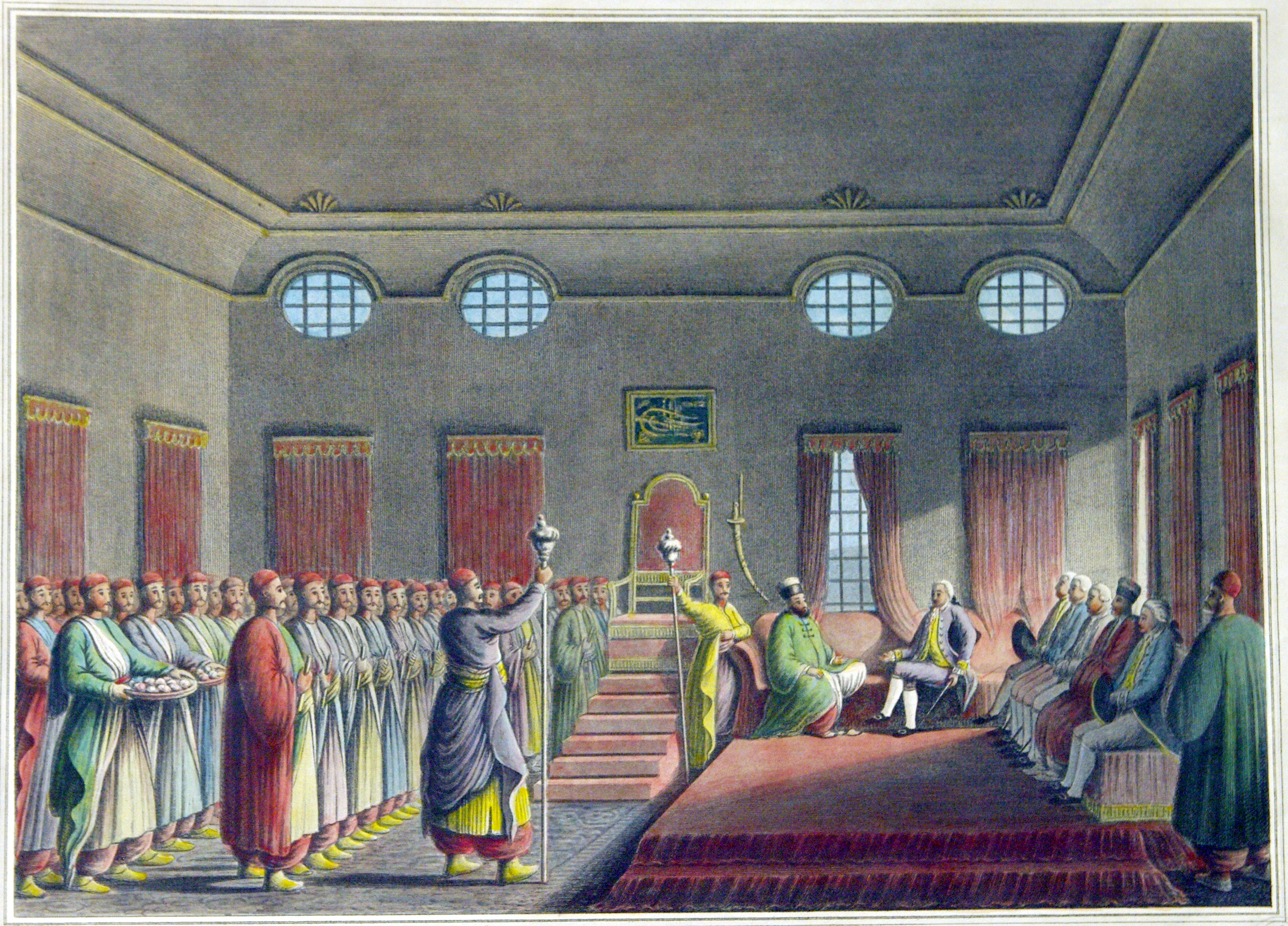
Alexandru Mourousis à la cour du Bucarest.

Les Mourousis, en roumain Moruzi et parfois Moruzzi étaient une famille grecque phanariote, d'origine pontique (de Mourousa près de Trébizonde).
Mentionnée sous l'empire de Trébizonde, elle devint une des familles prééminentes du Phanar qui donna à la Valachie et à la Moldavie deux hospodars.
Polyglottes parlant couramment grec, turc, français, russe, italien, roumain, parfois aussi allemand ou anglais, plusieurs de ses membres furent Drogmans de la Sublime Porte ; inspirés par la philosophie des Lumières et encouragés par les progrès de la Russie qui commence à se poser en protectrice des chrétiens des Balkans et en éventuelle restauratrice de l'empire byzantin, ils participèrent à des conspirations comme celles de la « Société des Amis ».
Leurs liens avec la Russie et leur politique sur les trônes de Moldavie et Valachie furent parfois à l'origine de guerres comme la guerre russo-turque de 1806-1812, et ils furent nombreux à être pour cela exécutés par les Ottomans,.

## Drogmans et hospodars
Dimitrie Mourousi épousa Sultana Mavrocordato, fille de Nicolas Mavrocordato, dont :
- Constantin Mourousi (1730-1797) Grand Drogman et Hospodar de Moldavie[3] ;
  - Alexandru Mourousi (1750-1816), Hospodar de Valachie et de Moldavie[3] ;
    - Constantin Mourousi, Grand Drogman en 1821 exécuté le 4 avril 1821[3]

  - George Mourousi, Grand Drogman de 1792 à 1795 et de 1795 à 1796 exécuté en 1796[3].
  - Dimitrie Mourousi (1768-1812), Grand Drogman de 1808 à 1812 exécuté le 25 octobre 1812[3].
  - Panait Mourousi, Drogman de la Flotte de 1809 à 1812 exécuté le 8 novembre 1812[3].

## Autres membres
- Alexandru Constantin Moruzi (1805-1873), ministre des Finances des principautés roumaines de 1861 à 1862[3].
- Paul Mourousy (1915-2002), écrivain français[3].

- Yves Mourousi (1942-1998), journaliste français qui épousa en 1985 Véronique Audemard d'Alançon (1961-1992) journaliste française[3].